# 載流迴路
在電磁學裏，載流迴路（current carrying loop）定義為載有電流的「閉合迴路」(closed loop)。載流迴路是一種理論元件，並沒有設定這迴路的材料為甚麼，也沒有設定迴路的物理性質。所以術語「載流迴路」給出的資訊是
1. 這迴路載有電流。
2. 設定這迴路的任意一點為初始點。從這初始點順著迴路路徑移動，必定會再遇到初始點。在這移動路途中間，不會重覆地經過任何一點多於一次。繼續再移動於迴路路徑，只會重複地遇到先前經過的點。這迴路是閉合迴路。

## 平面迴路
在一條處於平面的載流迴路中，磁偶極矩是電流乘於迴路面積：
{\displaystyle {\boldsymbol {\mu }}=I\mathbf {a} \,\!} ；
其中，{\displaystyle {\boldsymbol {\mu }}\,\!} 為磁偶極矩，{\displaystyle I\,\!} 為電流，{\displaystyle \mathbf {a} \,\!} 為面積向量。
面積向量和磁偶極矩的方向是由右手定則給出：順著電流方向，將四根小手指朝著手掌彎曲，伸直大拇指，則大拇指所指的方向即是面積向量的方向，也是磁偶極矩的方向。

## 任意迴路
對於任意迴路案例，假設迴路載有電流 {\displaystyle I\,\!} ，則其磁偶極矩為
{\displaystyle {\boldsymbol {\mu }}=I\int _{\mathcal {S}}\mathrm {d} \mathbf {a} \,\!} ；
其中，{\displaystyle {\mathcal {S}}\,\!} 是積分曲面，{\displaystyle \mathrm {d} \mathbf {a} \,\!} 是微小面積元素，
引用向量積分恆等式
{\displaystyle \int _{\mathcal {S}}\mathrm {d} \mathbf {a} ={\frac {1}{2}}\oint _{\mathcal {C}}\mathbf {r} \times \mathrm {d} {\boldsymbol {\ell }}\,\!} ；
其中，{\displaystyle {\mathcal {C}}\,\!} 是 {\displaystyle {\mathcal {S}}\,\!} 邊緣的閉合迴路，{\displaystyle \mathrm {d} {\boldsymbol {\ell }}\,\!} 是微小線元素，{\displaystyle \mathbf {r} \,\!} 是 {\displaystyle \mathrm {d} {\boldsymbol {\ell }}\,\!} 的位置。
所以，
{\displaystyle {\boldsymbol {\mu }}={\frac {I}{2}}\oint _{\mathcal {C}}\mathbf {r} \times \mathrm {d} {\boldsymbol {\ell }}\,\!} 。

## 力矩和能量
載流迴路在磁場中的力矩 {\displaystyle {\boldsymbol {\tau }}\,\!} 和能量 {\displaystyle U\,\!} ，與磁矩的關係為：
{\displaystyle {\boldsymbol {\tau }}={\boldsymbol {\mu }}\times \mathbf {B} \,\!} 、
{\displaystyle U=-{\boldsymbol {\mu }}\cdot \mathbf {B} \,\!} ；
其中，{\displaystyle \mathbf {B} \,\!} 為磁場。

## 參閱
- 螺線管